# Amphiesma concelarum
Amphiesma concelarum este o specie de șerpi din genul Amphiesma, familia Colubridae, descrisă de Malnate 1963. Conform Catalogue of Life specia Amphiesma concelarum nu are subspecii cunoscute.